# Eutonia satsuma
Eutonia satsuma là một loài ruồi trong họ Limoniidae. Chúng phân bố ở miền Cổ bắc.